# Giro d'Italia 1947
Il Giro d'Italia 1947, trentesima edizione della "Corsa Rosa", si svolse in venti tappe dal 24 maggio al 15 giugno 1947 su un percorso di complessivi 3843 km, e fu vinto da Fausto Coppi.
Coppi strappò la maglia rosa a Bartali nella 17ª tappa da Pieve di Cadore a Trento. Sul Passo Falzarego i due andarono in fuga da soli, quando a Bartali saltò la catena. Coppi attaccò, scalò da solo il Pordoi e giunse a Cavalese con 8'40" sul rivale. Bartali attese gli inseguitori (Bresci, Magni, Martini, Cecchi e il belga Maes); il gruppetto si lanciò all'inseguimento del Campionissimo, che però resistette bene e arrivò sul traguardo di Trento con 4'24" di vantaggio.

## Tappe
| Tappa  | Data      | Percorso                            | km   | Vincitore di tappa | Leader cl. generale |
| ------ | --------- | ----------------------------------- | ---- | ------------------ | ------------------- |
| 1ª     | 24 maggio | Milano > Torino                     | 190  | Renzo Zanazzi      | Renzo Zanazzi       |
| 2ª     | 25 maggio | Torino > Genova                     | 206  | Gino Bartali       | Renzo Zanazzi       |
| 3ª     | 26 maggio | Genova > Reggio Emilia              | 220  | Luciano Maggini    | Renzo Zanazzi       |
| 4ª     | 27 maggio | Reggio Emilia > Prato               | 190  | Fausto Coppi       | Gino Bartali        |
|        | 28 maggio | giorno di riposo                    |      |                    |                     |
| 5ª-1ª  | 29 maggio | Prato > Bagni di Casciana Terme     | 84   | Luciano Maggini    | Gino Bartali        |
| 5ª-2ª  | 29 maggio | Bagni di Casciana Terme > Firenze   | 141  | Renzo Zanazzi      | Gino Bartali        |
| 6ª     | 30 maggio | Firenze > Perugia                   | 161  | Giordano Cottur    | Gino Bartali        |
| 7ª     | 31 maggio | Perugia > Roma                      | 240  | Oreste Conte       | Gino Bartali        |
| 8ª     | 1º giugno | Roma > Napoli                       | 231  | Fausto Coppi       | Gino Bartali        |
|        | 2 giugno  | giorno di riposo                    |      |                    |                     |
| 9ª     | 3 giugno  | Napoli > Bari                       | 288  | Elio Bertocchi     | Gino Bartali        |
| 10ª    | 4 giugno  | Bari > Foggia                       | 129  | Mario Ricci        | Gino Bartali        |
| 11ª    | 5 giugno  | Foggia > Pescara                    | 223  | Oreste Conte       | Gino Bartali        |
|        | 6 giugno  | giorno di riposo                    |      |                    |                     |
| 12ª    | 7 giugno  | Pescara > Cesenatico                | 267  | Giovanni Corrieri  | Gino Bartali        |
| 13ª    | 8 giugno  | Cesenatico > Padova                 | 175  | Antonio Bevilacqua | Gino Bartali        |
| 14ª    | 9 giugno  | Padova > Vittorio Veneto            | 132  | Adolfo Leoni       | Gino Bartali        |
| 15ª    | 10 giugno | Vittorio Veneto > Pieve di Cadore   | 200  | Gino Bartali       | Gino Bartali        |
|        | 11 giugno | giorno di riposo                    |      |                    |                     |
| 16ª    | 12 giugno | Pieve di Cadore > Trento            | 194  | Fausto Coppi       | Fausto Coppi        |
| 17ª    | 13 giugno | Trento > Brescia Sant'Eufemia       | 114  | Adolfo Leoni       | Fausto Coppi        |
| 18ª    | 14 giugno | Brescia Sant'Eufemia > Lugano (CHE) | 180  | Giulio Bresci      | Fausto Coppi        |
| 19ª    | 15 giugno | Lugano (CHE) > Milano               | 278  | Adolfo Leoni       | Fausto Coppi        |
| Totale | Totale    | Totale                              | 3843 |                    |                     |

## Squadre e corridori partecipanti
Parteciparono al Giro d'Italia 1947 dodici squadre di sette ciclisti ciascuna, per un totale di 84 ciclisti al via.
| N.    | Cod. | Squadra |
| ----- | ---- | ------- |
| 1-7   | LEG  | Legnano |
| 8-14  | BIA  | Bianchi |
| 15-21 | BEN  | Benotto |
| 22-28 | OLM  | Olmo    |
| 29-35 | WEL  | Welter  |
| 36-42 | LYG  | Lygie   |

| N.    | Cod. | Squadra          |
| ----- | ---- | ---------------- |
| 43-49 | WIL  | Wilier-Triestina |
| 50-56 | VIS  | Viscontea        |
| 57-63 | ARB  | Arbos            |
| 64-70 | COZ  | Cozzi Silger     |
| 71-77 | MON  | Monterosa        |
| 78-84 | WAL  | Wally            |

## Dettagli delle tappe

### 1ª tappa
- 24 maggio: Milano > Torino – 190 km

Risultati
| Posh | Corridore     | Squadra      | Tempo    |
| ---- | ------------- | ------------ | -------- |
| 1    | Renzo Zanazzi | Legnano      | 5h07'20" |
| 2    | Gino Fondi    | Cozzi-Silger | a 2'33"  |
| 3    | Mario Vicini  | Bianchi      | a 3'11"  |

### 2ª tappa
- 25 maggio: Torino > Genova – 206 km

Risultati
| Posh | Corridore     | Squadra | Tempo    |
| ---- | ------------- | ------- | -------- |
| 1    | Gino Bartali  | Legnano | 6h46'36" |
| 2    | Vito Ortelli  | Benotto | a 11"    |
| 3    | Renzo Zanazzi | Legnano | a 2'41"  |

### 3ª tappa
- 26 maggio: Genova > Reggio Emilia – 220 km

Risultati
| Posh | Corridore       | Squadra   | Tempo    |
| ---- | --------------- | --------- | -------- |
| 1    | Luciano Maggini | Benotto   | 6h45'03" |
| 2    | Fiorenzo Magni  | Viscontea | s.t.     |
| 3    | Mario Vicini    | Bianchi   | s.t.     |

### 4ª tappa
- 27 maggio: Reggio Emilia > Prato – 190 km

Risultati
| Posh | Corridore    | Squadra | Tempo    |
| ---- | ------------ | ------- | -------- |
| 1    | Fausto Coppi | Bianchi | 5h51'20" |
| 2    | Gino Bartali | Legnano | s.t.     |
| 3    | Aldo Ronconi | Benotto | s.t.     |

### 5ª tappa
- 29 maggio: Prato > Bagni di Casciana Terme – 84 km

Risultati
| Posh | Corridore       | Squadra | Tempo    |
| ---- | --------------- | ------- | -------- |
| 1    | Luciano Maggini | Legnano | 2h04'12" |
| 2    | Giovanni Brotto | Arbos   | a 6"     |
| 3    | Oreste Conte    | Benotto | a 58"    |

### 6ª tappa
- 29 maggio: Bagni di Casciana Terme > Firenze – 141 km

Risultati
| Posh | Corridore       | Squadra    | Tempo    |
| ---- | --------------- | ---------- | -------- |
| 1    | Renzo Zanazzi   | Legnano    | 4h06'46" |
| 2    | Giordano Cottur | Wilier-Tr. | s.t.     |
| 3    | Giulio Bresci   | Welter     | s.t.     |

### 7ª tappa
- 30 maggio: Firenze > Perugia – 161 km

Risultati
| Posh | Corridore       | Squadra    | Tempo    |
| ---- | --------------- | ---------- | -------- |
| 1    | Giordano Cottur | Wilier-Tr. | 4h50'55" |
| 2    | Mario Fazio     | Viscontea  | a 14"    |
| 3    | Ezio Cecchi     | Welter     | a 43"    |

### 8ª tappa
- 31 maggio: Perugia > Roma – 240 km

Risultati
| Posh | Corridore          | Squadra | Tempo    |
| ---- | ------------------ | ------- | -------- |
| 1    | Oreste Conte       | Benotto | 7h29'00" |
| 2    | Adolfo Leoni       | Bianchi | s.t.     |
| 3    | Quirino Toccacelli | Olmo    | s.t.     |

### 9ª tappa
- 1º giugno: Roma > Napoli – 231 km

Risultati
| Posh | Corridore    | Squadra | Tempo    |
| ---- | ------------ | ------- | -------- |
| 1    | Fausto Coppi | Bianchi | 6h50'07" |
| 2    | Adolfo Leoni | Bianchi | s.t.     |
| 3    | Gino Bartali | Legnano | s.t.     |

### 10ª tappa
- 3 giugno: Napoli > Bari – 288 km

Risultati
| Posh | Corridore      | Squadra   | Tempo    |
| ---- | -------------- | --------- | -------- |
| 1    | Elio Bertocchi | Viscontea | 8h56'10" |
| 2    | Oreste Conte   | Benotto   | s.t.     |
| 3    | Mario Fazio    | Viscontea | s.t.     |

### 11ª tappa
- 4 giugno: Bari > Foggia – 129 km

Risultati
| Posh | Corridore         | Squadra | Tempo    |
| ---- | ----------------- | ------- | -------- |
| 1    | Mario Ricci       | Legnano | 3h45'30" |
| 2    | Glauco Servadei   | Bianchi | s.t.     |
| 3    | Armando Peverelli | Lygie   | s.t.     |

### 12ª tappa
- 5 giugno: Foggia > Pescara – 223 km

Risultati
| Posh | Corridore        | Squadra | Tempo    |
| ---- | ---------------- | ------- | -------- |
| 1    | Oreste Conte     | Benotto | 7h03'14" |
| 2    | Salvatore Crippa | Lygie   | s.t.     |
| 3    | Egidio Marangoni | Wally   | s.t.     |

### 13ª tappa
- 7 giugno: Pescara > Cesenatico – 267 km

Risultati
| Posh | Corridore         | Squadra   | Tempo    |
| ---- | ----------------- | --------- | -------- |
| 1    | Giovanni Corrieri | Viscontea | 7h41'00" |
| 2    | Adolfo Leoni      | Bianchi   | s.t.     |
| 3    | Luigi Casola      | Bianchi   | s.t.     |

### 14ª tappa
- 8 giugno: Cesenatico > Padova – 175 km

Risultati
| Posh | Corridore          | Squadra | Tempo    |
| ---- | ------------------ | ------- | -------- |
| 1    | Antonio Bevilacqua | Lygie   | 5h14'40" |
| 2    | Attilio Lambertini | Arbos   | s.t.     |
| 3    | Guido Lelli        | Wally   | s.t.     |

### 15ª tappa
- 9 giugno: Padova > Vittorio Veneto – 132 km

Risultati
| Posh | Corridore          | Squadra   | Tempo    |
| ---- | ------------------ | --------- | -------- |
| 1    | Adolfo Leoni       | Bianchi   | 3h25'50" |
| 2    | Antonio Bevilacqua | Lygie     | s.t.     |
| 3    | Elio Bertocchi     | Viscontea | s.t.     |

### 16ª tappa
- 10 giugno: Vittorio Veneto > Pieve di Cadore – 200 km

Risultati
| Posh | Corridore    | Squadra | Tempo    |
| ---- | ------------ | ------- | -------- |
| 1    | Gino Bartali | Legnano | 6h07'57" |
| 2    | Fausto Coppi | Bianchi | s.t.     |
| 3    | Adolfo Leoni | Bianchi | a 11"    |

### 17ª tappa
- 12 giugno: Pieve di Cadore > Trento – 194 km

Risultati
| Posh | Corridore       | Squadra   | Tempo    |
| ---- | --------------- | --------- | -------- |
| 1    | Fausto Coppi    | Bianchi   | 5h59'26" |
| 2    | Fiorenzo Magni  | Viscontea | a 4'24"  |
| 3    | Alfredo Martini | Welter    | s.t.     |

### 18ª tappa
- 13 giugno: Trento > Brescia Sant'Eufemia – 114 km

Risultati
| Posh | Corridore       | Squadra   | Tempo    |
| ---- | --------------- | --------- | -------- |
| 1    | Adolfo Leoni    | Bianchi   | 3h04'13" |
| 2    | Glauco Servadei | Bianchi   | s.t.     |
| 3    | Mario Fazio     | Viscontea | s.t.     |

### 19ª tappa
- 14 giugno: Brescia Sant'Eufemia > Lugano – 180 km

Risultati
| Posh | Corridore     | Squadra | Tempo    |
| ---- | ------------- | ------- | -------- |
| 1    | Giulio Bresci | Welter  | 5h10'09" |
| 2    | Gino Bartali  | Legnano | s.t.     |
| 3    | Sylvère Maes  | Olmo    | s.t.     |

### 20ª tappa
- 15 giugno: Lugano > Milano – 278 km

Risultati
| Posh | Corridore       | Squadra | Tempo    |
| ---- | --------------- | ------- | -------- |
| 1    | Adolfo Leoni    | Welter  | 8h55'47" |
| 2    | Fausto Coppi    | Bianchi | s.t.     |
| 3    | Glauco Servadei | Bianchi | s.t.     |

## Classifiche finali

### Classifica generale - Maglia rosa
| Pos. | Corridore        | Squadra   | Tempo      |
| ---- | ---------------- | --------- | ---------- |
| 1    | Fausto Coppi     | Bianchi   | 115h55'07" |
| 2    | Gino Bartali     | Legnano   | a 1'43"    |
| 3    | Giulio Bresci    | Welter    | a 5'54"    |
| 4    | Ezio Cecchi      | Welter    | a 15'01"   |
| 5    | Sylvère Maes     | Olmo      | a 15'06"   |
| 6    | Alfredo Martini  | Welter    | a 19'00"   |
| 7    | Mario Vicini     | Bianchi   | a 30'46"   |
| 8    | Salvatore Crippa | Lygie     | a 31'05"   |
| 9    | Fiorenzo Magni   | Viscontea | a 34'07"   |
| 10   | Angelo Menon     | Lygie     | a 35'49"   |

### Classifica del Gran Premio della Montagna
| Pos. | Corridore         | Squadra   | Punti |
| ---- | ----------------- | --------- | ----- |
| 1    | Gino Bartali      | Legnano   | 24    |
| 2    | Fausto Coppi      | Bianchi   | 21    |
| 3    | Giulio Bresci     | Welter    | 13    |
| 4    | Giovanni Corrieri | Viscontea | 7     |
| 4    | Sylvère Maes      | Olmo      | 7     |

### Classifica a squadre
| Pos. | Squadra   | Tempo      |
| ---- | --------- | ---------- |
| 1    | Welter    | 348h25'36" |
| 2    | Bianchi   | a 1h10'35" |
| 3    | Legnano   | a 1h15'14" |
| 4    | Viscontea | a 1h28'23" |
| 5    | Lygie     | a 2h15'17" |